# Danny Nelissen
Pour les articles homonymes, voir Nelissen.
Daniel Wilhelmus Maria Nelissen dit Danny Nelissen (né le 10 novembre 1970 à Sittard) est un coureur cycliste néerlandais, des années 1990. En 1995, il devient le dernier champion du monde sur route amateurs. Après sa carrière de coureur qu'il termine début 1999, il devient commentateur à la télévision néerlandaise.

## Biographie

### Carrière
Danny Nelissen commence le cyclisme à l'âge de 12 ans dans la région de Geleen. Chez les juniors (moins de 19 ans), où les filles et les garçons courent ensemble, sa plus grande rivale est Leontien van Moorsel.
Il signe à l'âge de 19 ans en 1990, son premier contrat professionnel avec l'équipe cycliste néerlandaise PDM. Il fait ses débuts lors du critérium professionnel de Elsloo. Il remporte rapidement sa première victoire en contre-la-montre lors du prologue de l'Olympia's Tour. En 1992, il gagne le Grand Prix de Wallonie.
Dans l'hiver de 1992, il signe un contrat de deux ans avec TVM et participe pour la première fois au Tour de France en 1993. En janvier 1994, il souffre d'arythmie cardiaque et il doit mettre sa carrière de côté à partir du mois de juin. L'année suivante, il ne reçoit aucune offre de contrat professionnel et doit retourner chez les amateurs.
Son retour à la compétition en 1995 est une réussite. Il gagne le Dokkum Woudenomloop, l'Olympia's Tour et le championnat des Pays-Bas sur route amateurs. Nelissen obtient également son plus grand succès de sa carrière, en Colombie, où il devient en solitaire champion du monde dans la catégorie des amateurs. Cette victoire fait de lui le dernier champion du monde dans cette catégorie car l'UCI remplace la catégorie amateur en 1996 par une catégorie espoirs (moins de 23 ans). Ces performances lui valent d'être élu sportif néerlandais de l'année.
En 1996, de retour chez les professionnels dans la nouvelle équipe Rabobank, il porte durant quatre jours le maillot à pois du Tour de France 1996. Il participe également aux Jeux olympiques d'Atlanta. En 1998, il rejoint l'équipe danoise Home Jack & Jones, qui deviendra plus tard le Team CSC. En janvier 1999, après des tests cardiaques, il met fin à sa carrière de coureur à 28 ans, sur les conseils de ses médecins.

### Dopage
Le 19 janvier 2013, Nelissen est le premier coureur de l'équipe Rabobank à reconnaître s'être dopé à l'EPO lors de son passage au sein de l'équipe, notamment lors des Tours de France 1996 de 1997. Il déclare avoir conquis de façon propre son titre de champion du monde amateur en 1995. À la suite de cet aveu, il est écarté par la chaîne Eurosport. 

### L'après carrière
En 2009, Nelissen obtient un MBA en marketing du sport à l'Institut Johan Cruyff. Un an plus tard, il obtient un Baccalauréat universitaire en économie et commerce.
Pendant les Tours de France 2011 et 2012, il est un invité régulier dans le programme de vélo « Tour du Jour » sur RTL 4.
Il travaille comme directeur de production pour la chaîne sportive Eurosport  où il est responsable de la production de la version en langue néerlandaise. Il est également commentateur des épreuves de cyclisme pour la chaîne. Après ses aveux sur le dopage, il quitte Eurosport en mars 2013.

## Palmarès
| - 1988 - Classement général du Giro di Basilicata - Prologue de la Ster van Zuid-Limburg - 1990 - Circuit du Westhoek - Prologue de l'Olympia's Tour - 1992 - 6e étape du Tour d'Aragon - Grand Prix de Wallonie - 4e étape de la Bicyclette basque - Circuit Mandel-Lys-Escaut - 2e de l'Étoile de Bessèges - 3e de la Bicyclette basque - 1993 - 4e étape du Tour des Asturies - 3e du Tour du Limbourg - 3e de Veenendaal-Veenendaal - 1994 - 3e du Grand Prix de la ville de Zottegem - 3e du Championnat des Flandres | - 1995 - Champion du monde sur route amateurs - Champion des Pays-Bas sur route amateurs - Dokkum Woudenomloop - Omloop van de Rupelstreek - Olympia's Tour : - Classement général - 8eb (contre-la-montre) et 9e étapes - 3e étape du Tour de la Région wallonne - Eurode Omloop - 2e du championnat des Pays-Bas sur route - 1996 - Drielanden Omloop - 2e du championnat des Pays-Bas du contre-la-montre - 3e du Teleflex Tour - 1998 - Coupe Sels - 3e étape du Tour de Hesse - 3e du Tour de Hesse |

## Résultats sur les grands tours

### Tour de France
3 participations
- 1993 : 130e
- 1996 : 84e
- 1997 : non-partant à la 12e étape

### Tour d'Espagne
1 participation
- 1997 : 94e

## Distinctions
- Cycliste néerlandais de l'année : 1995
- Sportif néerlandais de l'année : 1995